# Культурно-просвітницька спілка поляків міста Прилуки
Громадська організація «Культурно-просвітницька спілка поляків м. Прилуки» (пол. Kulturalno-Oświatowy Związek Polaków w Pryłukach) — об'єднує людей польського етнічного походження у місті Прилуки Чернігівської області.
Створена 22 квітня 2002, зареєстрована 7 травня 2002.
Зусиллями членів спілки у Прилуках 22 вересня 2002 відкрито римо-католицьку церкву.
Члени спілки регулярно збираються щоб відзначити День Незалежності Польщі (11 листопада), День Полонії та поляків, які проживають за межами Польщі (2 травня), День Конституції Польщі (3 травня) та інші.
В листопаді 2005 вийшло друком перше число українсько-польської газети спілки — «Орлине плем'я» (пол. «Orle plemię»).
Ініціатор створення та голова спілки — Неоніла (Неля) Станіславівна Батіщева.